# Ministres de Louis XIV
Royaume de France 
 Monarchie absolue
Ministres de Louis XIII Ministres de Louis XV
Ministres de Louis XIV de 1643 au 1er septembre 1715 :
- Principal ministre d'État :
  - 4 décembre 1642-9 mars 1661 : Jules Mazarin ;
  - Fonction supprimée à la mort du cardinal Mazarin.
- Secrétaire d'État de la Maison du Roi :
  - 1643 – 1669 : Henri du Plessis-Guénégaud ;
  - 1669 – 1683 : Jean-Baptiste Colbert ;
  - 1672 – 1690 : Jean-Baptiste Colbert de Seignelay ;
  - 1690 – 1699 : Louis Phélypeaux de Pontchartrain ;
  - 1693 – 1715 : Jérôme Phélypeaux de Pontchartrain.
- Secrétaire d'État des Affaires étrangères :
  - 23 juin 1643 – 3 avril 1663 : Henri-Auguste de Loménie, seigneur de la Ville aux Clercs ;
  - 3 avril 1663 – 1er septembre 1671 : Hugues de Lionne, marquis de Fresnes, seigneur de Berny ;
  - 1er septembre 1671 – 18 novembre 1679 : Simon Arnauld de Pomponne ;
  - 12 février 1680 – 28 juillet 1696 : Charles Colbert de Croissy, marquis de Croissy ;
  - 28 juillet 1696 – 22 septembre 1715 : Jean-Baptiste Colbert de Torcy, marquis de Torcy.
- Secrétaire d'État de la Guerre :
  - 13 avril 1643 – 19 janvier 1651 : Michel Le Tellier ;
  - 19 janvier – 27 décembre 1651 : Henri-Auguste de Loménie ;
  - 27 décembre 1651 – 27 octobre 1677 : Michel Le Tellier ;
  - 27 octobre 1677 – 15 juillet 1691 : François Michel Le Tellier de Louvois ;
  - 1691 – 1701 : Louis François Marie Le Tellier, marquis de Barbezieux ;
  - 1701 – 1709 : Michel Chamillart ;
  - 1709 – 1715 : Daniel Voysin de La Noiraye.
- Secrétaire d'État de la Marine :
  - 23 mars 1643 – 1662 : Henri du Plessis-Guénégaud, marquis de Plancy ;
  - 4 février 1662 – 1669 : Hugues de Lionne, marquis de Fresne ;
  - 7 mars 1669 – 1683 Jean-Baptiste Colbert ;
  - 6 septembre 1683 – 3 novembre 1690 : Jean-Baptiste Colbert de Seignelay ;
  - 7 novembre 1690 – septembre 1699 : Louis Phélypeaux de Pontchartrain ;
  - 6 septembre 1699 – 1er octobre 1715 : Jérôme Phélypeaux de Pontchartrain.
- Secrétaire d'État de la Religion prétendue réformée :
  - 1629 – 1681 : Louis Ier Phélypeaux de La Vrillière, marquis de Châteauneuf ;
  - 1669 – 1700 : Balthazar Phélypeaux de Châteauneuf, comte de Saint-Florentin ;
  - 1700 – 1725 : Louis II Phélypeaux de La Vrillière, seigneur de Châteauneuf, marquis de Saint-Florentin.

- Garde des sceaux de France :
  - 14 mai 1643 – 1er mars 1650 : Pierre Séguier ;
  - 2 mars 1650 – 4 avril 1651 : Charles de L'Aubespine ;
  - 5 – 14 avril 1651 : Mathieu Molé ;
  - 7 septembre 1651 – 3 janvier 1656 : Mathieu Molé ;
  - 15 avril – 6 septembre 1651 : Pierre Séguier ;
  - 11 janvier 1656 – 28 janvier 1672 : Pierre Séguier ;
  - 6 février – 23 avril 1672 : vacant ;
  - 23 avril 1672 – 25 octobre 1677 : Étienne II d'Aligre ;
  - 29 octobre 1677 – 30 octobre 1685 : Michel Le Tellier ;
  - 1er novembre 1685 – 2 septembre 1699 :Louis Boucherat, comte de Compans ;
  - 5 septembre 1699 – 1er juillet 1714 : Louis Phélypeaux de Pontchartrain ;
  - 2 juillet 1714 – 2 février 1717 :Daniel Voysin de La Noiraye.
- Chancelier de France :
  - 19 décembre 1635 – 1er mars 1650 : Pierre Séguier ;
  - 15 avril 1651 – 28 janvier 1672 : Pierre Séguier ;
  - 29 janvier 1672 – 9 janvier 1674 : vacant ;
  - 10 janvier 1674 – 25 octobre 1677 : Étienne II d'Aligre ;
  - 29 octobre 1677 – 30 octobre 1685 : Michel Le Tellier ;
  - 1er novembre 1685 – 2 septembre 1699 : Louis Boucherat, comte de Compans ;
  - 5 septembre 1699 – 2 juillet 1714 : Louis Phélypeaux de Pontchartrain ;
  - 2 juillet 1714 – 2 février 1717 : Daniel Voysin de La Noiraye.
- Grand chambellan de France :
  - 1643 – 1654 : Louis de Lorraine, duc de Joyeuse, (° 1622 – † 1654). ;
  - 1655 – 1658 : Henri II de Lorraine, duc de Guise, (° 1614 – † 1664) ;
  - 1658 – 1715 : Godefroy Maurice de La Tour d'Auvergne.
- Surintendant des finances puis contrôleur général des finances :
  - juillet 1632 – 10 juin 1643 : Claude Bouthillier ;
  - 10 juin 1643 – 1647 : Claude de Mesme ;
  - 10 juin 1643 – 1647 : Nicolas de Bailleul ;
  - 18 juin 1647 – 1648 : Michel Particelli d'Émery ;
  - juillet 1648 – 1649 : Charles de La Porte ;
  - 1649 – 1650 : Michel Particelli d'Émery ;
  - 1649 – 1650 : Claude de Mesme ;
  - 25 mai 1650 – 1651 : René de Longueil ;
  - juillet 1651 – 1653 : Charles de La Vieuville ;
  - 1653 : Étienne II d'Aligre ;
  - 8 février 1653 – 1659 : Abel Servien ;
  - 8 février 1653 – 1661 : Nicolas Fouquet ;
  - septembre 1661 – 1683 : Jean-Baptiste Colbert ;
  - septembre 1683 – 1689 : Claude Le Peletier ;
  - 20 septembre 1689 – 1699 : Louis Phélypeaux de Pontchartrain ;
  - 5 septembre 1699 – 20 février 1708 : Michel Chamillart ;
  - 20 février 1708 – 15 septembre 1715 : Nicolas Desmarets.
- Grand maître de France :
  - 1643 – 1646 : Henri II de Bourbon-Condé (1588 – 1646), Prince de Condé, Duc de Montmorency et duc d'Albret ;
  - 1647 – 1654 : Louis II de Bourbon-Condé (1621 – 1686), duc d'Enghien puis prince de Condé, duc de Fronsac, de duc de Châteauroux, duc de Montmorency, duc d'Albret et duc de Bourbonnais ;
  - 1654 – 1656 : Thomas de Savoie-Carignan (Thomas de Savoie-Carignan) prince de Carignan, marquis de Bosque et de Châtellard, comte de Raconis et de Villefranche ;
  - 1656 – 1660 : Armand de Bourbon, prince de Conti ;
  - 1660 – 1685 : Henri Jules de Bourbon-Condé, prince de Condé duc de Châteauroux, duc de Montmorency (puis duc d'Enghien) et duc de Guise ;
  - 1685 – 1710 : Louis III de Bourbon-Condé, prince de Condé  duc de Bourbon, duc d'Enghien, duc de Châteauroux et duc de Guise et pair de France, Duc de Bellegarde ;
  - 1710 – 1740 : Louis IV Henri de Bourbon-Condé, Prince de Condé (1692-1740), duc de Bourbon, duc d'Enghien et duc de Guise ;
  - 1740 – 1790 : Louis V Joseph de Bourbon-Condé, Maison de Condé.
- Grand maître de l'artillerie de France :
  - 1634 : Charles de La Porte ;
  - 1646 : Armand-Charles de La Porte de La Meilleraye, fils du précédent, il reçut d'abord la charge en survivance de son père ;
  - 1669 : Henry de Daillon, comte du Lude, puis duc du Lude ;
  - 1685 : Louis de Crevant ;
  - 1694 : Louis Auguste de Bourbon.

- Grand-maître de la navigation :
  - 1642 – 1646 : Jean Armand de Maillé ;
  - 1646 – 1650 : Anne d'Autriche ;
  - 1650 – 1665 : César de Vendôme ;
  - 1665 – 1669 : François de Vendôme.
- Lieutenant général de police :
  - 1667 – 1697 : Gabriel Nicolas de La Reynie ;
  - 1697 – 1718 : Marc-René de Voyer de Paulmy d'Argenson (1652-1721).